# Tomáš Hanus
Tomáš Hanus (* 16. ledna 1970 Brno) je český operní dirigent. Jako hostující dirigent vystoupil v mnoha světových operních domech, v rámci České republiky působí zejména v Brně.

## Umělecká kariéra
V letech 1984–1990 studoval na Konzervatoři Brno hru na housle (u Bohumila Kotmela) a dirigování (u Aloise Veselého), v letech 1990–1995 pak vystudoval pod vedením Jiřího Bělohlávka řízení orchestru na Hudební fakultě Janáčkovy akademie múzických umění v Brně. Dále absolvoval mistrovské kurzy v zahraničí u Helmutha Rillinga, Murry Sidlina a Leonarda Slatkina.
Během let spolupracoval s většinou českých orchestrů – v letech 1995–2006 pravidelně hostoval v Pražské komorní filharmonii, od roku 2000 opakovaně spolupracoval s Českou filharmonií a Filharmonií Brno, od roku 2001 pravidelně hostoval v Národním divadle. V letech 2007–09 vedl operu Národního divadla Brno, kde nastudoval díla Janáčka (Příhody lišky Bystroušky) a Martinů (Julietta) a podílel se také na obnovení festivalu Janáček Brno. K dalším českým tělesům, s nimiž spolupracoval, patří například Symfonický orchestr hlavního města Prahy FOK, Symfonický orchestr Českého rozhlasu či zlínská Filharmonie Bohuslava Martinů. Na Slovensku byl v letech 2004–2006 kmenovým dirigentem Slovenské filharmonie, dále hostoval ve filharmoniích v Košicích a Žilině.
Ze zahraničních operních scén působil kromě jiných ve Vídeňské státní opeře, Opéra national de Paris (Janáčkova Věc Makropulos) či Finské národní opeře (spolupráce s Jiřím Bělohlávkem na nastudování Janáčkovy opery Káťa Kabanová). Spolupracoval s Deutsche Symfonie Orchester Berlin, Drážďanskou filharmonií, BBC Symphony Orchestra, Dánským národním symfonickým orchestrem a mnoha dalšími tělesy. V roce 2017 se stal hudebním ředitelem Velšské národní opery.
Realizoval řadu nahrávek se Symfonickým orchestrem hlavního města Prahy FOK, Pražskou komorní filharmonií nebo Filharmonií Brno, nahrával pro Český rozhlas či firmu Lotos Records.